# Shinobu Ikeda
Shinobu Ikeda (池田 司信 Ikeda Shinobu?,  nacido el 5 de enero de 1962 en Shizuoka) es un exfutbolista japonés que se desempeñaba como defensa.
En 1985, Ikeda jugó para la Selección de fútbol de Japón.

## Trayectoria

### Clubes
| Club                | País  | Año         |
| ------------------- | ----- | ----------- |
| Nissan Motors       | Japón | 1980 - 1990 |
| Matsushita Electric | Japón | 1990 - 1992 |

### Selección nacional
| Selección | País  | Año  |
| --------- | ----- | ---- |
| Absoluta  | Japón | 1985 |

## Estadística de equipo nacional
| Selección de Japón | Selección de Japón | Selección de Japón |
| Año                | Part.              | Goles              |
| ------------------ | ------------------ | ------------------ |
| 1985               | 1                  | 0                  |
| Total              | 1                  | 0                  |

## Palmarés

### Títulos nacionales
| Título                   | Club                | País  | Año       |
| ------------------------ | ------------------- | ----- | --------- |
| Copa del Emperador       | Nissan Motors       | Japón | 1983      |
| Copa del Emperador       | Nissan Motors       | Japón | 1985      |
| Copa Japan Soccer League | Nissan Motors       | Japón | 1988      |
| Copa del Emperador       | Nissan Motors       | Japón | 1988      |
| Japan Soccer League      | Nissan Motors       | Japón | 1988-1989 |
| Copa Japan Soccer League | Nissan Motors       | Japón | 1989      |
| Copa del Emperador       | Nissan Motors       | Japón | 1989      |
| Japan Soccer League      | Nissan Motors       | Japón | 1989-1990 |
| Copa Japan Soccer League | Nissan Motors       | Japón | 1990      |
| Copa del Emperador       | Matsushita Electric | Japón | 1990      |